# Bergen (film din 2022)
Bergen este un film biografic turcesc din 2022, regizat de Caner Alper și Mehmet Binay.

## Rezumat
Belgin este o tânără independentă, talentată și pasionată de muzică. Mama ei, Sabahat, și tatăl ei au divorțat când Belgin avea șase ani, iar Belgin trăiește în sărăcie cu mama ei în Ankara. Lui Belgin îi este dor de tatăl ei și îi scrie scrisori în fiecare săptămână.
Belgin, care a luat lecții de pian și muzică de la profesorul ei când era mică, se înscrie la examenele Conservatorului de Stat din Ankara și câștigă primul loc și începe școala. Cu toate acestea, ea se confruntă cu unele probleme din cauza dificultăților financiare și începe să lucreze la oficiul poștal pentru a-și întreține mama. Într-o zi, la invitația unuia dintre colegii ei de școală, merge la clubul Feyman și urcă pe scenă la insistențele prietenilor ei. Această experiență întărește hotărârea lui Belgin de a cânta. În seara în care urcă pe scenă, un tânăr pe nume Abdullah se îndrăgostește de ea și o cere în căsătorie în curând. Cu toate acestea, mama lui Belgin se opune acestei căsătorii deoarece trebuie să își termine școala și îi cere lui Abdullah să o părăsească pe Belgin. Abdullah acceptă această cerere și Belgin trăiește o mare tristețe.
Lui Belgin îi ia mult timp să-l uite pe Abdullah. Belgin se îmbolnăvește de tristețe pentru o vreme, iar singurul lucru care o readuce pe picioare este oferta de muncă pe care o primește de la Clubul Feyman. Bucuroasă de această veste, Belgin își alege "Bergen" ca nume de scenă și își începe viața de scenă. În perioada în care lucrează la Feyman Club, are probleme la școală și trebuie să abandoneze școala. Câteva zile mai târziu, tatăl ei sosește și, după ce a auzit că Belgin a urcat pe scenă, vine să îi ceară socoteală. Cu toate acestea, mama ei nu-i permite tatălui să o certe pe Belgin și o trimite înapoi. Acest eveniment o marchează profund pe Belgin.
Vara, ea și mama sa merg la Adana cu o ofertă de la un cazinou de acolo. Acolo se împrietenește cu o dansatoare din buric pe nume Nadire. În timp ce cântă, Bergen atrage atenția unui bărbat care o urmărește în fiecare seară din primul rând. Într-o seară, când se întorc la hotel, văd că camera lor este plină de trandafiri, iar Bergen își dă seama că acești trandafiri provin de la acel bărbat. Bergen este răsplătită cu o mașină pentru munca ei în Adana, dar când primește vestea că tatăl ei a fost spitalizat, se grăbesc să ajungă la Mersin. Belgin, care vrea să vorbească cu tatăl ei, este respinsă de acesta și se întoarce la Adana întristată. Tristețea ei îi afectează și prestația scenică, iar Bergen leșină pe scenă. Bărbatul o duce la spital, iar Bergen își adâncește sentimentele pentru el.
Într-o dimineață, mașina lui Bergen dispare, dar bărbatul o găsește, i-o aduce înapoi și o cere în căsătorie. Propunerea are o singură condiție: Bergen să renunțe la scenă. Bergen acceptă această condiție și se căsătoresc. Cu toate acestea, mama ei este împotriva acestei căsătorii. Deși primele săptămâni merg bine, Bergen se plictisește de indiferența soțului ei și începe să-i fie dor de viața de scenă și de mama ei. Din acest motiv, ea este bătută de soțul ei pentru prima dată când se ceartă. Soțul ei vine a doua zi să își ceară scuze și să își ceară iertare, dar violența continuă. Într-o zi, când Bergen spune că vrea să se întoarcă la Ankara, soțul ei o bate până la moarte. Mama ei vine să o găsească pe Bergen plină de sânge și îl întreabă pe ginerele ei despre fiica ei. Bărbatul o amenință pe mamă spunându-i că Bergen este bine. Mama ei este obligată să se întoarcă. Bergen îi mai dă o șansă soțului ei, dar violența continuă și ea fuge de acasă și se refugiază în casa lui Nadire. Nadire îi spune lui Bergen că soțul ei este deja căsătorit și că mariajul lor este fals. Bergen se întoarce la Ankara și revine pe scenă.
În timp ce Bergen progresează cu succes pe scenă, ea este zguduită de moartea tatălui său. Ea și mama ei merg la Mersin și participă la funeraliile tatălui ei. După înmormântare, Bergen se întâlnește din nou cu soțul ei, dar ea îl ignoră. Soțul ei o convinge din nou și de data aceasta se căsătoresc. Se întorc la Adana și Bergen crede că și-a găsit fericirea. Cu toate acestea, când violențele reîncep, Bergen fuge la Mersin. Când mama ei a amenințat că îi dă foc la casă și violențele au continuat, au plecat la Izmir. Bergen cântă pe scenă pentru scurt timp, dar după ce părăsește scena, este atacată de o bombă cu petrol⁠(d) și grav rănită. În urma acestui atac, ea își pierde ochiul drept, iar cântecul are o mare repercursiune în toată țara.
Tratamentul lui Bergen durează doi ani, iar Cengiz Özșeker o convinge să revină pe scenă. Ea urcă pe scenă în noua ei formă și progresează până la a deveni "Regina Arabesque-ului". Discurile și casetele lui Bergen au stârnit un mare interes. Mai ales albumul "Acıların Kadını" se vinde în peste un milion de exemplare și câștigă premiul Golden Record.
Bergen reușește să divorțeze de soțul ei, dar nu poate scăpa complet de el. Este urmărită constant de fostul soț. În noaptea de 14 august, ea și mama ei au plecat spre Adana, dar la jumătatea drumului au fost interceptate de fostul soț. În timpul discuției, fostul soț scoate un pistol și o împușcă mai întâi pe mama ei și apoi pe Bergen, care moare pe loc.
Trupul lui Bergen a fost înmormântat în Mersin. Mormântul ei a fost acoperit cu o cușcă încuiată pentru a o proteja de ucigașul ei. Mama ei, Sabahat Sarılmıșer, deschide mormântul și plânge îmbrățișând mormântul fiicei sale.

## Distribuție
- Farah Zeynep Abdullah - Bergen
- Erdal Beșikçioğlu - Halis Serbest
- Tilbe Saran - Sabahat
- Șebnem Sönmez - Suna
- Nergis Öztürk - Nadire
- Ahmet Kayakesen - Abdullah
- Arif Pișkin - Selahattin

## Recepție
În Turcia, filmul a fost văzut ca o explorare și o condamnare a violenței împotriva femeilor și a feminicidului în țară. Acest lucru a fost parțial atribuit deciziilor intenționate luate în film, cum ar fi refuzul de a-l prezenta pe ucigașul lui Bergen ca pe un "personaj pe deplin realizat", ci mai degrabă ca pe o dublură a autorilor violenței patriarhale, numele său fiind afișat o singură dată în timpul genericului de final. Kemal Kılıçdaroğlu, liderul principalului partid de opoziție, Partidul Republican al Poporului, a declarat că "toți cei care resping violența împotriva femeilor trebuie să vadă acest film" și l-a folosit pentru a pleda pentru revenirea Turciei la Convenția de la Istanbul.